# Marina Inoue
Marina Inoue (井上 麻里奈 Inōe Marina?,  Tokio, Japón, 20 de enero de 1985) es una actriz de voz y cantante japonesa, afiliada a Aoni Production. Algunos de sus papeles más conocidos son el de Armin Arlert en Attack on Titan, Valt Aoi en Beyblade Burst, Kyōko Mogami en Skip Beat!, Wataru Tachibana en Hayate the Combat Butler, Yozora Mikazuki en Haganai, Tohka Yatogami en Date A Live, Jessica Ushiromiya en Umineko no Naku Koro ni , Nao Midorikawa/Cure March en Smile PreCure!, Chiffon Fairchild en Freezing, Elysia en Honkai Impact 3rd y Vera en  Punishing Gray Raven. Además, como cantante, ella graba para Sony Music Japan y Aniplex.

## Filmografía

### Anime
2004
- Gakuen Alice (Misaki Harada)
- Tactics (Rosalie)
- Tsukuyomi: Moon Phase (Kōhei Morioka (niño))
- Yakitate!! Japan (Shigeru Kanmuri)

2005
- Ginban Kaleidoscope (Mika Honjō)
- Hell Girl (Kaoruko Kurushima)
- Law of Ueki (varios roles pequeños)

2006
- 009-1 (Mia Connery (009-7))
- D.Gray-man (Elda)
- Kiba (Rebecca)
- Nerima Daikon Brothers (Yukika Karakuri y otros)
- Zegapain (Minato)

2007
- Baccano! (Eve Genoard)
- Bakugan Battle Brawlers (Konba)
- El Cazador de la Bruja (Lirio)
- Gakuen Utopia Manabi Straight! (Mutsuki Uehara)[1]
- Getsumen To Heiki Mina (Mina Tsukuda, Mina Tsukishiro)[1]
- Hayate the Combat Butler (Wataru Tachibana y Shion Kuresato)[1]
- Magical Girl Lyrical Nanoha Strikers (Erio Mondial)
- Minami-ke (Kana Minami)
- Moetan (Shizuku)
- Ōkiku Furikabutte (Ruri Mihashi)
- Sayonara Zetsubō Sensei (Chiri Kitsu)
- Shakugan no Shana Second (Pheles)
- Suteki Tantei Labyrinth (Rakuta Koga)
- Tengen Toppa Gurren Lagann (Yoko Littner)[1]
- Toward the Terra (Seki Leigh Shiroei)

2008
- Akaneiro ni Somaru Saka (Tsukasa Kiryu)
- Amatsuki (Tsuruume)
- Itazura na Kiss (Marina Shinagawa)[2]
- Minami-ke: Okawari (Kana Minami)
- Sekirei (Tsukiumi)
- Someday's Dreamers: Summer Skies (Honomi Asagi)
- Skip Beat! (Kyōko Mogami)
- Toshokan Sensō (Iku Kasahara)
- Zoku Sayonara Zetsubō Sensei (Chiri Kitsu)

2009
- Kämpfer (Natsuru Senō)
- Minami-ke: Okaeri (Kana Minami)
- Maria Holic (Matsurika Shinōji)
- Valkyria Chronicles' (Alicia Melchiott)
- Umineko no Naku Koro ni (Jessica Ushiromiya)
- Zan Sayonara Zetsubō Sensei (Chiri Kitsu)
- Hayate the Combat Butler 2nd Season (Wataru Tachibana)

2010
- Uragiri wa Boku no Namae o Shitteiru (Toko Murasame)
- Highschool of the Dead (Rei Miyamoto )
- Sekirei - Pure Engagement (Tsukiumi)
- Cobra the Animation (Ellis Lloyd)
- Tensō Sentai Goseiger (Metal Alice)
- Yumeiro Patissiere (Francoise)
- Major (Sophia Reed)
- Marvel Anime: Iron Man (Aki)

2011
- Rio: Rainbow Gate! (Rio Rollins Tachibana)
- Kyōkai Senjō no Horizon (Nate Mitotsudaira)
- Freezing (Chiffon Fairchild)
- plastic nee-san (Sakamaki Makina)
- Oniichan no Koto Nanka Zenzen Suki Janain Dakara ne!! (Iroha Tsuchiura)[3]
- IS (Infinite Stratos) (Laura Bodewig)
- Sket Dance (Momoka Kibitsu)
- Softenni (Sumino Kiba)
- Maria Holic Alive (Matsurika Shinōji)
- Boku wa Tomodachi ga Sukunai (Yozora Mikazuki)
- Digimon Xros Wars (Tagiru Akashi)

2012
- Smile PreCure! (Nao Midorikawa/Cure March)
- Kyōkai Senjō no Horizon II (Nate Mitotsudaira)
- Hagure Yuusha no Estetica'' (Haruka Nanase)
- Shakugan no Shana Final (Pheles / Saihyō Firesu)
- Danball Senki W (Ami Kawamura)
- Chōsoku Henkei Gyrozetter (Kakeru Todoroki)

2013
- Shingeki no kyojin (Armin Arlert)
- Boku wa Tomodachi ga Sukunai NEXT (Yozora Mikazuki)
- Date A Live (Yatogami Tohka)
- Minami-ke: Tadaima (Kana Minami)
- Yahari Ore no Seishun Love Come wa Machigatteiru (Yumiko Miura)
- IS2 (Infinite Stratos 2) (Laura Bodewig)
- Freezing Vibration (Chiffon Fairchild)
- Inu to Hasami wa Tsukaiyō (Kirihime Natsumo)

2014
- Hunter x Hunter (2011) (Amane)
- Dragonar Academy (Rebecca Randal)
- Blade And Soul (Yuu)
- Buddy Complex (Anessa Rossetti)
- Mahouka Koukou no Rettousei (Mari Watanabe)
- Nanatsu no Taizai (Jericho)
- Date A Live II (Yatogami Tohka)
- Ao Haru Ride (Asumi)

2015
- Shingeki! Kyojin Chūgakkō (Armin Arlert, Narrador)
- 'Chaos Dragon (Ibuki)
- Log Horizon 2 (Kanami)
- Punch Line (Yūta Iritatsu)
- Kyokai no Rinne (Sakura Mamiya)
- Unlimited Fafnir (Kili Surt Muspelheim)
- Magical Girl Lyrical Nanoha ViVid' (Elio Mondial, Cinque Nakajima, Wendy Nakajima)
- Yahari Ore no Seishun Love Come wa Machigatteiru. Zoku (Yumiko Miura)
- Gintama (Ikeda Asaemon)
- Pokémon XY (Elena)
- Owarimonogatari (Sodachi Oikura)

2016
- Boku no Hero Academia (Momo Yaoyorozu)[4][5]
- Beyblade Burst (Valt Aoi)
- Nanatsu no Taizai: Seisen no Shirushi (Jericho)
- Sangatsu no Lion (Kyōko Kōda)
- Shin Chan (Ume Matsuzaka)

2017
- Boku no Hero Academia 2 (Momo Yaoyorozu)
- Beyblade Burst God/Evolution (Valt Aoi)
- Kyōkai no Rinne 3 (Sakura Mamiya)[6]
- Shingeki no Kyojin Season 2 (Armin Arlert)
- Revenge no Kira Hori te (Maestra Magariwara)

2018
- Boku no Hero Academia 3 (Momo Yaoyorozu)
- Beyblade Burst Cho Z/Turbo (Valt Aoi)
- Nanatsu No Taizai: Imashime No Fukkatsu (Jericho)
- Shingeki No Kyojin Season 3 (Armin Arlet)
- Darling in the Franxx (Nana)
- Akanesasu Shōjo (Chloé Morisu)

2019
- Date a Live III (Yatogami Tohka)
- Beyblade Burst GT/Rise (Valt Aoi)
- Shingeki No Kyojin Season 3 Parte 2  (Armin Arlet)

2020
- Beyblade Burst Sparking/Surge (Valt Aoi)
- Shingeki No Kyojin: The Final Season  (Armin Arlet)
- Yahari Ore no Seishun Love Come wa Machigatteiru: Kan (III) (Yumiko Miura)

2021
- Beyblade Burst Dynamite Battle/QuadDrive (Valt Aoi)
- Jujutsu Kaisen (Mai Zenin)

2022
- Date a Live IV (Yatogami Tohka)
- Shingeki No Kyojin: The Final Season Parte 2  (Armin Arlet)
- Dragon Ball Heroes (Aios)
- Chainsaw Man (Denji de niño)
- Urusei Yatsura (Ryōko Mendō)

2023
- Kimetsu no Yaiba (Nakime)
- Pretty Guardian Sailor Moon Cosmos: The Movie (Seiya Kōu/Sailor Starfighter)

### OVA
- Boku no Hero Academia: Training of the Dead (Momo Yaoyorozu)[7]
- Kite Liberator (Monaka Noguchi)
- Le Portrait de Petit Cossette (Cossette d'Auvergne)[8][9]
- Minami-ke: Betsubara (Kana Minami)
- Negima: Ala Alba (Kotaro Inugami)
- Tokyo Marble Chocolate (Miki)
- Goku Sayonara Zetsubou Sensei (Chiri Kitsu)
- Zan Sayonara Zetsuboou Sensei Bangaichi (Chiri Kitsu)

### Videojuegos
- Action Taimanin (Su Jinglei)
- Angel Profile (Teresa)
- Arcana Heart 2 (Petra Johanna Lagerkvist)
- Atlantica Online (mercenaria, Necromancer Riva Fuast)[10]
- Azur Lane (MNF Jean Bart, FFNF Richelliu)
- Blue Dragon (Shu)
- Chaos Rings (Musiea)
- Cookie Run: Kingdom (White Lily Cookie)
- Dengeki Bunko: Fighting Climax Ignition (Alicia Melchiot)
- Dragon Quest: Heroes (Bianca Whitaker)[11]
- Elsword (versión japonesa) (Elesis)
- Fate/Grand Order (Tam Lin Gawain)
- Freedom Wars (Sylvia)
- Gakuen Utopia Manabi Straight! Kirakira Happy Festa (Mutsuki Uehara)
- Getsumen To Heiki Mina -Futatsu no Project M- (Tsukuda Mina, Tsukishiro Mina)
- Hayate no Gotoku! Boku ga Romio de Romio ga Boku de (Wataru Tachibana)
- Honkai Impact 3rd (Elysia)
- Honkai: Star Rail (Yanqing)
- Magia Record (Jun Kazari)
- My Hero One's Justice (Momo Yaoyorozu)
- Nisekoinema no sensen Lite!:Keys of the Golden Freenship (Daniela Heart Sparkles)
- Saint Seiya: Awakening  (Marín de Águila)
- Sword of Convallaria (Simona)
- Persona 3 Portable (Protagonista Femenina)
- Punishing: Gray Raven (Vera Rozen)
- Punishing: Gray Raven (Vera Garnet)
- Sorairo no Fūkin -Remix- (Floria)
- Steal Princess (Anis)
- Tales of Hearts (Kohak Hearts)
- Umineko No Naku Koro Ni (Jessica Ushiromiya)
- Valkyrie of the Battlefield: Gallian Chronicles (Alicia Melchiot)
- Yahari Game demo Ore no Seishun Love Kome wa Machigatteiru. Zoku (Yumiko Miura)
- Yahari Game demo Ore no Seishun Love Come wa Machigatteiru. Kan (Yumiko Miura)
- Alchemy Stars (Reinhardt)
- Zenless Zone Zero ( Zhu Yuan )
- Final Fantasy Crystal Chronicles: Echoes of Time ( Sherlotta )

### Audio
- "Hōseki" (宝石 Jewel?) - Canción Principal de Le Portrait de Petit Cossette
- "Ballad" (Canción de inicio deLe Portrait de Petit Cossette insert song)
- "Energy" - Canción de cierre de Ginban Kaleidoscope
- "Way" - Canción de inicio de Ginban Kaleidoscope
- "Beautiful Story" - Canción de cierre de Getsumen To Heiki Mina
- "Crow song" - Girls Dead Monster (Forma parte del anime Angel Beats!)
- "Alchemy" - Girls Dead Monster (Forma parte del anime Angel Beats!)
- "My song" - Girls Dead Monster (Forma parte del anime Angel Beats!)
- "Hot Meal (Another Thousand Enemies)" - Girls Dead Monster
- "Last Song" - Girls Dead Monster
- "God Bless You" - Girls Dead Monster
- "Futari no Kisetsu" - Yozora Mikazuki (Forma parte del anime Boku wa Tomodachi ga Sukunai)
- '"MOST Ijou no "MOSTEST" - Canción de cierre de Seikoku no Dragonar[12]
- "Mathemagics" - 2.º Canción de inicio de Owarimonogatari[13]
- "Yūdachi Hōteishiki" - 3.er Canción de inicio de Owarimonogatari[13]
- "Far Away" - Armin Arlert Character Song